# Carlo (Maschinenpistole)

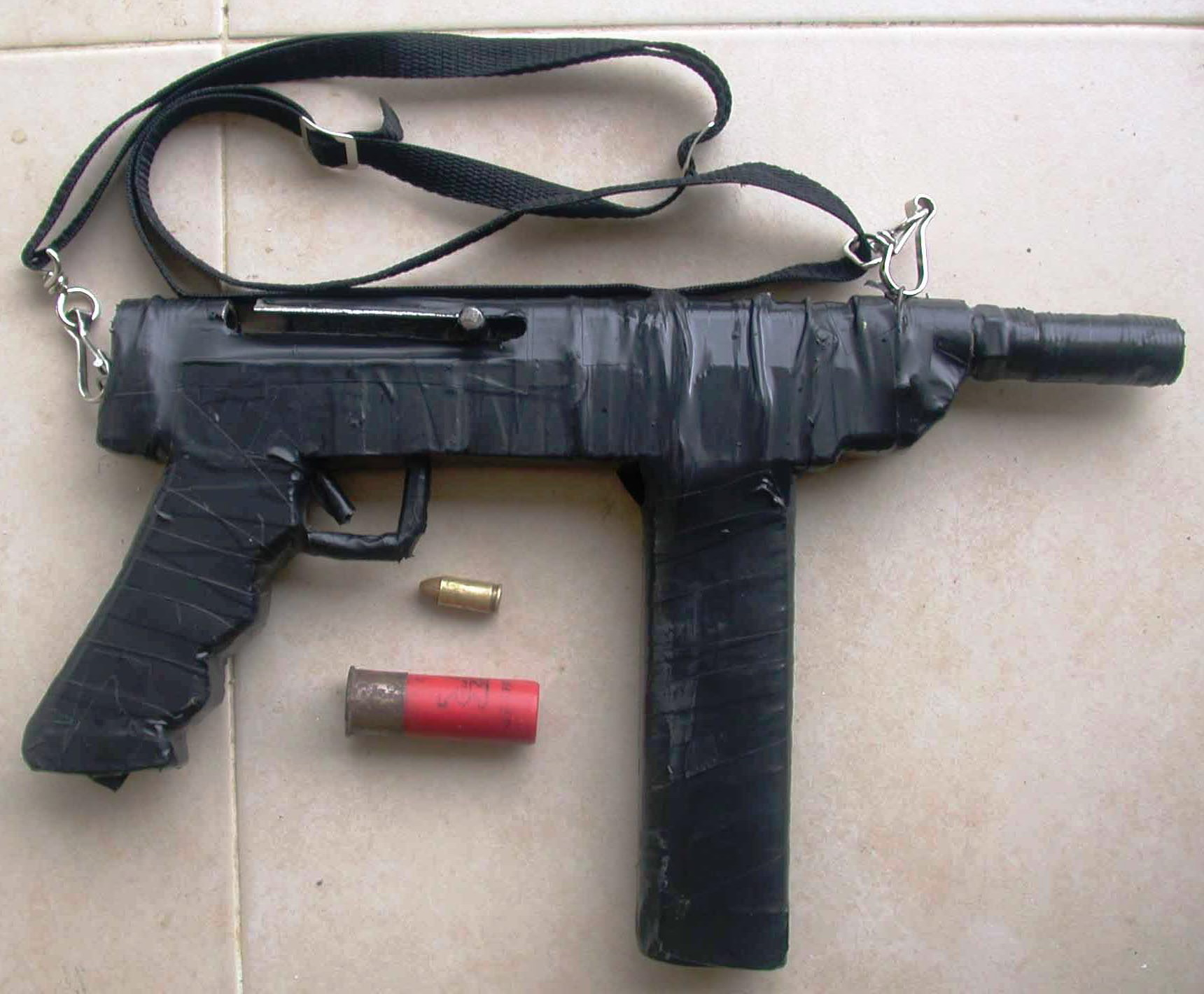
Eine Carlo mit Patrone 9 mm Parabellum

Carlo (arabisch كارلو, DMG kārlō; hebräisch קרלו, qarló) ist die Bezeichnung für eine handgefertigte palästinensische Maschinenpistole. Diese Art Waffe wird seit dem Jahr 2000 in Werkstätten im Westjordanland hergestellt.

## Geschichte
Das arabische Wort (arabisch كارلو, DMG kārlō) ist eine Kurzform von arabisch كارلوجستاف, DMG kārlōgustāf, eine örtliche, umgangssprachliche Bezeichnung für eine Maschinenpistole, die früher nur die Carl Gustaf M/45 bezeichnete. Carlos, Nachbauten der M/45, wurden um das Jahr 2000 von israelisch-arabischen Kriminellen verwendet, die am Drogenhandel im Westjordanland beteiligt waren. Die M/45 wurde bis 1964 auch mit schwedischer Lizenz in Ägypten produziert.
Seit die Kosten für eine reguläre Waffe gestiegen sind – ein M16 kostet 15.000 US-Dollar, eine Kalaschnikow wird mit bis zu 10.000 US-Dollar gehandelt, dagegen kostet die billigste Carlo 500 US-Dollar – werden Carlos in jüngster Zeit bei Terroranschlägen benutzt, unter anderem beim Terroranschlag in Tel Aviv am 8. Juni 2016. Bis Mitte 2017 beschlagnahmten die Israelischen Streitkräfte in 29 Werkstätten 180 Carlos.

### Namensherkunft
Die Carl Gustaf M/45 erhielt ihren Namen, wie auch die Gustaf Bazooka, von der staatlichen schwedischen Carl Gustafs stads gevärsfaktori in Eskilstuna. Namensgeber für die Gewehrfabrik, ihre Produkte und die Nachbauten ist somit König Karl X. Gustav (1622–1660).

## Technik und Modelle
Die große Palette an unterschiedlichen selbstgebauten Modellen, die alle als Carlo bezeichnet werden, ist auf die Einzelanfertigung zurückzuführen. Neben umgerüsteten Druckluftwaffen für Paintball, deren Lauf auf Drehmaschinen auf 9 mm aufgebohrt wird, finden sich M16-Griffe und Uzi-Magazine, die mit einem Lauf aus einem Wasserrohr versehen werden und über einen federbetriebenen Zündmechanismus herkömmliche Patronen verschießen. Durch die fehlenden Züge und den dadurch nicht vorhandenen Drall ist die simple Waffe in der Treffsicherheit ungenau und in der Reichweite sehr begrenzt und dennoch tödlich. Die Qualität der Nachbauten wurde allerdings gesteigert und kam Anfang 2016 an das Niveau von Kriegswaffen heran.

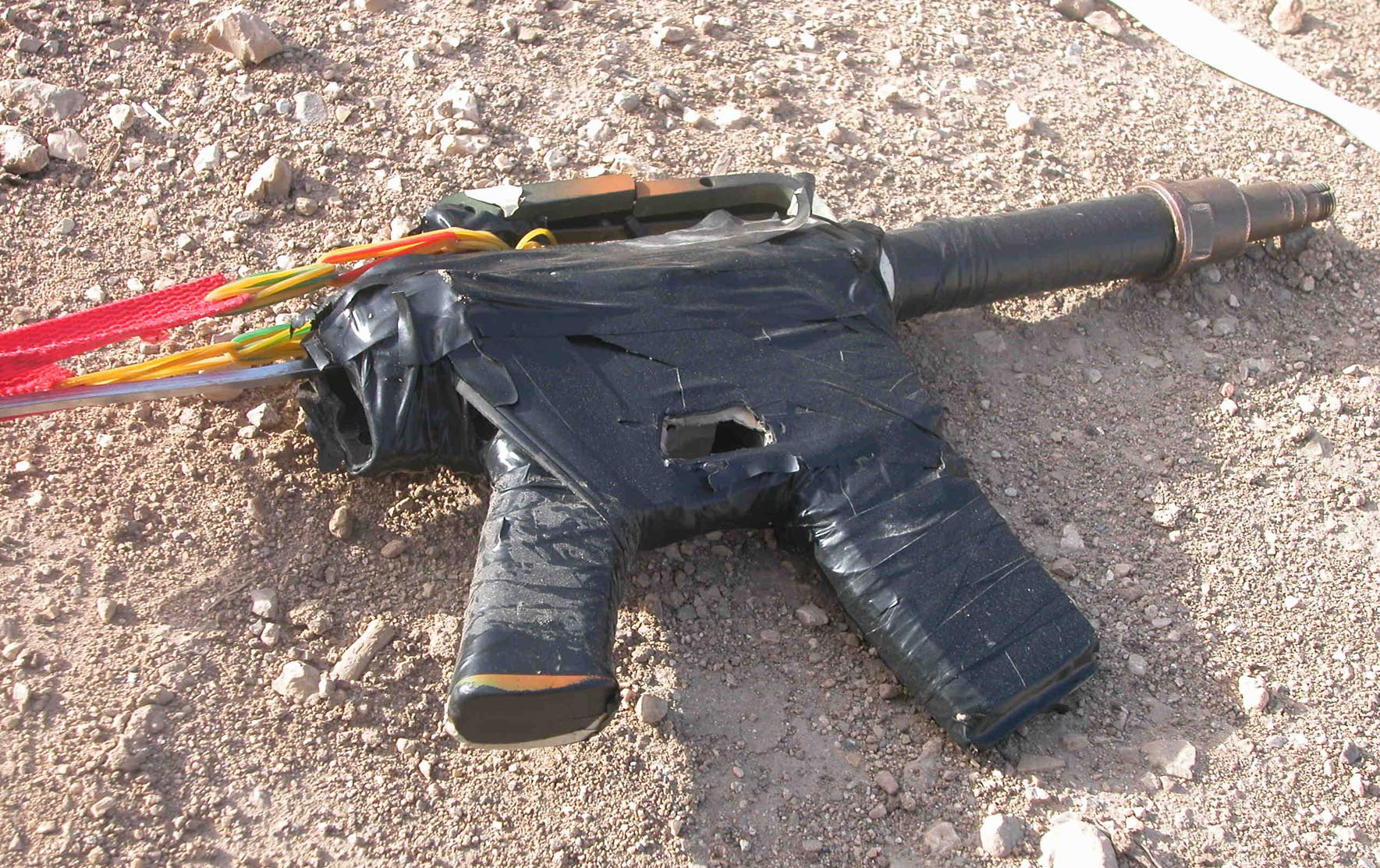
Carlo
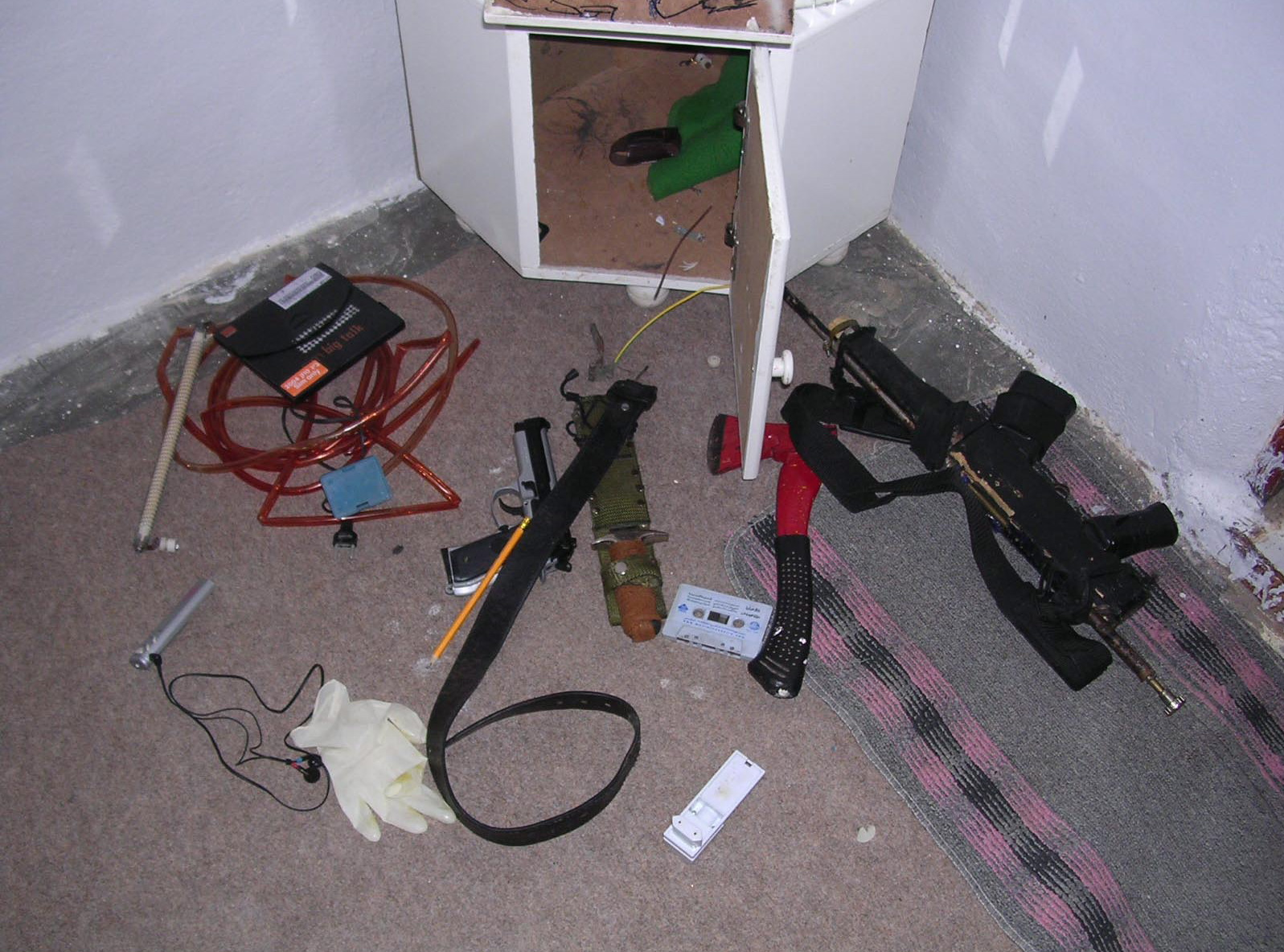
Eine Carlo, Pistole, Beil und zwei Messer
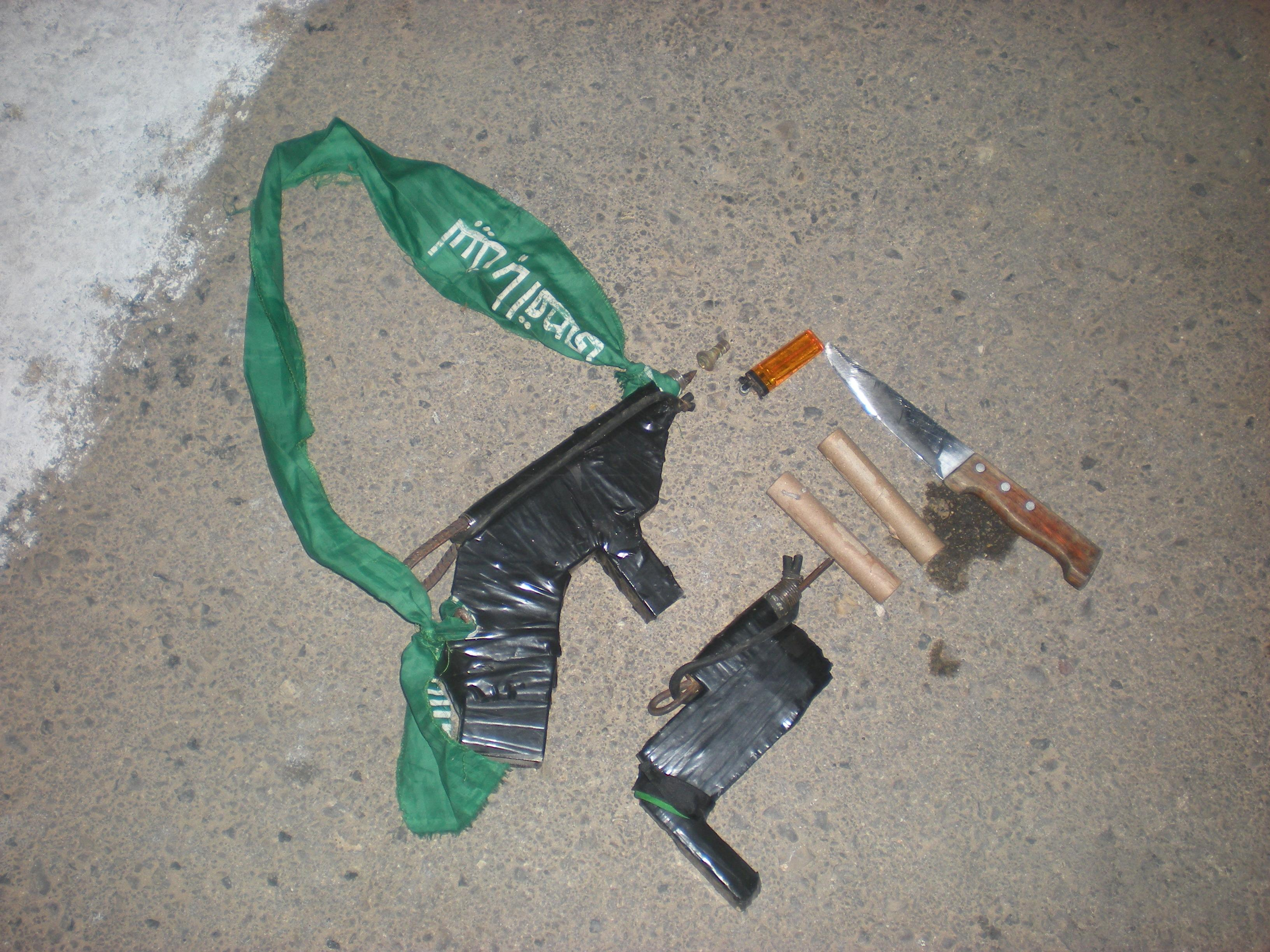
Carlos und andere improvisierte Waffen